# Metatrichia griseola
Metatrichia griseola är en tvåvingeart som först beskrevs av Daniel William Coquillett 1900.  Metatrichia griseola ingår i släktet Metatrichia och familjen fönsterflugor. Inga underarter finns listade i Catalogue of Life.